# Station Monschau
Station Monschau is een voormalig spoorwegstation langs de Belgische spoorlijn 48 (Vennbahn) in de Duitse stad Monschau. Deze spoorweg werd samen met de Oostkantons in 1919 bij het verdrag van Versailles aan België toegewezen, alhoewel hele stukken zoals Monschau zelf in Duitsland bleven liggen. In 1983 werd de spoorlijn ook voor het goederenvervoer gesloten. Van 1990 tot 2001 werd de lijn toeristisch geëxploiteerd door de Vennbahn. De sporen zijn daarna opgebroken en hebben plaatsgemaakt voor een fietspad. 
Het traject van de Vennbahn en de daarbij horende infrastructuur is Belgisch grondgebied en behoort tot verschillende Belgische gemeenten. Zo ligt het voormalige station van Monschau op het grondgebied van de Belgische gemeente Weismes. Het kleine stationsgebouw van Monschau is in gebruik als horecagelegenheid. Ook zijn er plannen om een hotel te bouwen op het voormalige emplacement. De andere aan spoorlijn 48 in Duitsland liggende voormalige stations zijn Roetgen, Lammersdorf, Konzen en Kalterherberg.
0,0: Stolberg (Rheinl) Hbf ·
1,1: Stolberg-Schneidmühle ·
2,5: Stolberg Mühlener Bahnhof ·
3,2: Stolberg-Rathaus ·
3,7: Stolberg Altstadt ·
3,8: Stolberg Hammer ·
8,9: Breinig ·
11,7: Hahn ·
13,2: Walheim ·
14,6: Schmithof ·
0,7: Raeren ·
11,7: Roetgen ·
18,2: Roetgen-Süd ·
20,6: Lammersdorf ·
24,2: Konzen ·
28,8: Monschau ·
35,8: Kalterherberg ·
42,8: Sourbrodt ·
Robertville ·
48,1: Nidrum ·
50,1: Weywertz ·
52,8: Faymonville ·
55,3: Waimes ·
58,2: Ondenval ·
62,0: Montenau ·
65,5: Born ·
72,4: Sankt Vith